# Lidija Osterc
Lidija Osterc, slovenska slikarka in ilustratorka, * 28. februar 1929, Ljubljana † 2006.
Lidija Osterc je najbolj poznana po ilustracijah knjig za otroke. Kar trikrat je prejela Levstikovo nagrado, v letih 1964, 1966 in 1969.

## Ilustrirana dela
- Tone Pavček: Strašni lovec Bumbum (1969)
- Ela Peroci: Očala tete Bajavaje (1969)
- Brata Grimm: Sneguljčica (1966)
- Ela Peroci: Hišica iz kock (1964)